# Носов, Анатолий Зиновьевич
Анатолий Зиновиевич Носов (Носив)  укр. Анатолій (Анатоль) Зіновійович Носов (Носів) (1883 — 1941) — украинский антрополог, этнолог и археолог. Двоюродный брат Юрия Шевелёва.

## Биография
Анатолий Зиновьевич Носов родился в 1883 году на Полтавщине в семье коллежского асессора Зиновия Носова и его жены Надежды Владимировны Медер (немки по происхождению). Учился сначала в Новоалександровском Институте сельского хозяйства и лесоводства. Позже в 1908—1913 годах в Петербургском университете при географическом отделе физико-математического факультета. Во время учебы входил в Российский Антропологическое Общество при Санкт-Петербургском университете, участвовал в этнографических и антропологических исследованиях Забайкалья, Монголии, Сербо-Хорватии. С 1912 годов работал помощником Федора Волкова — хранителя Этнографического отдела Русского музея Александра III.
По возвращении в 1918 года в Киев, он, как ученик Федора Волкова, активно способствовал становлению Кабинета (музея) антропологии ВУАН. В 1919 году в связи с заболеванием туберкулезом, выехал в Крым, жил в Симеизе к середине 1920, позже, с помощью профессора Александру Янате, в 1921 году перебрался в Киев.
Член Украинского научного общества (УНТ) (с 1918 года), Научный сотрудник Музея антропологии и этнологии ВУАН, и. о. заведующего Кабинета антропологии и этнологии имени Федора Вовка (1922). Как член УНТ включился в работу терминологической комиссии по написанию словарей украинских научных терминов — вместе с Александром Алеша и Львом Чикаленко составил словарь антропологических терминов.
Работал в Институте украинского научного языка, где упорядочил Словаря антропогеографичного терминологии (1931 год). Вошел в состав Временного комитета для основания ВБУ как секретарь (с февраля 1919 года), одним из первых был зачислен в штат библиотеки, работал библиотекарем. Член Всеукраинского археологического комитета ВУАН, член Комиссии краеведения ВУАН (в 1920-е годы). Участвовал в сборе и обработке материалов по антропологии Украины, напечатанных в изданиях: «Этнографический вестник», «Антропология» (редактор вместе с Михаилом Рудинский трех выпусков этого ежегодника, 1928—1930 годах) и другие. Лектор Киевского института народного хозяйства.
В 1921 году Анатолий Носов вошел в состав Сельскохозяйственного Научного Комитета (СГНК) Наркомзема, где входил в состав Президиума и председательствовал в секции сельскохозяйственного быта. В 1923—1924 годах руководил Комиссией по организации Государственного лесостепного заповедника имени Тараса Шевченко при СГНК НКИД, а с 16 июля 1924 утвержден на должность его директора (ныне Каневский природный заповедник).
В начале 1930-х годов работал референтом в отделе управления заповедниками Всеукраинской академии сельскохозяйственных наук, член Музейного Комитета ВУАН.
Проводил археологические исследования. В частности, в 1925 вместе с Валерией Козловской работал в Остерский комиссии.
Арестован в 1929 году по делу «Союза освобождения Украины». Затем, 3 февраля 1933, в деле «Украинской военной организации». 9 мая 1933 Судебная тройка при Коллегии ГПУ приговорила Носову 5 лет заключения в исправительно-трудовых лагерях. После ссылки работал в Ялте, в Краеведческом музее.
Умер в 1941 году. По воспоминаниям Юрия Шевелева: «… Когда началась эвакуация Крыма во время немецкого наступления, вместе с другими „неблагонадежными“ Толю с семьей погрузили на специальный пароход. Свой человеческий груз этот пароход никогда никуда не довез…».
Реабилитирован в 1989 году.